# Terra de canons
Terra de canons és una pel·lícula catalana escrita i dirigida per Antoni Ribas. El film es va estrenar el 9 de setembre de 1999 a l'auditori del Camp de Mart de Tarragona i el 15 de setembre de 2000 a Barcelona.

## Rodatge
La pel·lícula va iniciar el rodatge l'any 1993 i va finalitzar el 23 de juny de 1998 a conseqüència de problemes financers. El film es va rodar, en bona part, a Tarragona, en espais com la plaça de Santiago Rusiñol (enfront de la catedral), la Casa Castellarnau, la casa del joier Joan Blàzquez i a diversos altres carrers de la ciutat, a més del castell monestir d'Escornalbou. La resta es va rodar a Banyoles, Barcelona i Tolosa.

## Repartiment
- Lorenzo Quinn
- Cristina Pineda
- Mario Guariso
- Sydne Rome
- Anthony Quinn